# George de Mestral
George de Mestral (* 19. Juni 1907 in Saint-Saphorin-sur-Morges; † 8. Februar 1990 in Commugny) war ein Schweizer Ingenieur, der vor allem für die Erfindung des Klettverschlusses bekannt ist. 

## Leben
Mestral, Sohn des Ingenieur-Agronomen und Gutsbesitzers Albert George Constantin (1878–1966) aus dem waadtländischen Adelsgeschlecht de Mestral, interessierte sich bereits als Kind für technische Prozesse und liess sich im Alter von nur zwölf Jahren ein mit Stoff bespanntes Modellflugzeug patentieren. Nach seinem Schulabschluss studierte er an der École polytechnique fédérale de Lausanne und trat nach seinem Examen in ein Ingenieurbüro ein. 
Dem passionierten Jäger soll 1941 die Idee für den Klettverschluss gekommen sein, als er nach einem Ausflug die Früchte der Grossen Klette (Arctium lappa) sowohl an seiner Hose als auch im Fell seines Hundes fand und unter einem Mikroskop näher untersuchte. Dabei begriff er, wieso die igelartigen Kugeln so gut haften: Die vermeintlichen Stacheln der Samen tragen an ihrer Spitze winzige elastische Häkchen, die sich bei Kontakt mit Fell oder gewobenem Stoff festsetzen. Diese Beobachtung führte ihn zur Entwicklung eines Verschluss-Systems, das zwei Materialien auf einfache Weise miteinander verbindet. Das erste von ihm gestaltete Band hatte Haken und Ösen noch in einem Band, nicht wie heute in zwei getrennten Bändern.
Erst zehn Jahre später, 1951, liess Mestral seine Erfindung unter dem Namen Velcro, einem Kofferwort aus den französischen Begriffen für Samt (velours) und Haken (crochet ), patentieren. Er gründete die Firma Velcro Industries, die 1959 den ersten Klettverschluss auf den Markt brachte. Finanziert wurde das Unternehmen zunächst von dem Bankier Alfred Gonet und nach dessen Tod vom Notar der Familie. Dieser liess sich Anteile an Velcro Industries übertragen und war bei Markteintritt des Unternehmens bereits faktisch Alleineigentümer. Später verkaufte er das Unternehmen an US-amerikanische Investoren. Bald produzierte das Unternehmen 55.000 Kilometer Velcro im Jahr.
Velcro Industries hat seinen Hauptsitz inzwischen in Manchester, New Hampshire, USA, beschäftigt auf vier Kontinenten 3000 Mitarbeiter und setzt als Weltmarktführer 260 Millionen Dollar jährlich um.

## Trivia
In der Folge Carbon Creek (2002) der TV-Serie Star Trek: Enterprise heisst einer der vulkanischen Gefährten von TMir (der Urgrossmutter von T’Pol) Mestral. Mit diesem Namen würdigte der Drehbuchautor George de Mestral. T'Mir verkauft am Ende der Folge – die im Jahr 1957 der irdischen Vergangenheit spielt – den Klettverschluss, welcher in der Serie eine vulkanische Erfindung ist, an ein US-amerikanisches Unternehmen, um einem jungen Mann das Studium zu finanzieren. Mestral bleibt als einziger Vulkanier auf der Erde zurück.
Neben dem Klettverschluss liess de Mestral zahlreiche weitere Erfindungen patentieren, u. a. eine Zahnbürste mit integrierter Zahnpasta.

## Ehrungen
De Mestral war Ehrenbürger seines Heimatortes Commugny.
1999 wurde er in die Ruhmeshalle der grössten Erfinder im US-Bundesstaat Ohio aufgenommen.